# Kunitsu-Gami: Path of the Goddess
Kunitsu-Gami: Path of the Goddess est un jeu vidéo d'action et de stratégie développé et publié par Capcom, sorti le 19 juillet 2024 sur Microsoft Windows, PlayStation 4, PlayStation 5, Xbox One et Xbox Series et prévu pour le 5 juin 2025 sur Nintendo Switch 2.

## Système de jeu
Kunitsu-Gami: Path of the Goddess est un jeu d'action joué à la troisième personne et présente des éléments de jeux de stratégie en temps réel et de tower defense,. Dans le jeu, le joueur prend le contrôle de Soh, qui est chargé de protéger une jeune fille divine nommée Yoshiro qui doit « purger et nettoyer » les villages de la « souillure » et ramener le légendaire mont Kafuku à la paix.
Le gameplay est divisé en deux parties différentes. La journée est la phase préparatoire au cours de laquelle Soh doit explorer le village et sauver les villageois, ainsi qu'installer divers engins. La nuit, des esprits maléfiques nommés « Seethe » envahissent le village depuis les portes Torii, et le joueur doit s'allier aux villageois sauvés pour défendre Yorshiro des attaques hostiles jusqu'au lever du soleil. Les joueurs peuvent placer stratégiquement les villageois dans des positions tactiques et leur attribuer différents rôles. Par exemple, un bûcheron est un puissant attaquant au corps à corps, tandis qu'un archer peut fournir un soutien à distance. Les joueurs peuvent également équiper Soh et les villageois de l'un des douze masques qui leur confèrent également des pouvoirs divins. La position et les rôles des villageois peuvent également être modifiés lors des combats. Si Soh est gravement blessé, il entrera en « mode Esprit », lui permettant de continuer à donner des ordres aux autres villageois.

## Développement et sortie
Kunitsu-Gami: Path of the Goddess est développé par Capcom Development Division 1, le studio derrière des jeux tels que Resident Evil et Devil May Cry. Shuichi Kawata, qui a déjà travaillé sur Shinsekai: Into the Depths, est le directeur principal du jeu. Le développement du jeu a duré plus de quatre ans. Comme Shinsekai: Into the Depths et Ōkami, le jeu s'inspire fortement du folklore japonais. Le combat de Soh a été inspiré par une ancienne forme de danse cérémonielle appelée kagura, tandis que la conception de l'ennemi a été influencée par le yokai japonais,. Le jeu est alimenté par le RE Engine interne de Capcom.
Kunitsu-Gami: Path of the Goddess a été officiellement révélé par Capcom en juin 2023. Le jeu devrait sortir sur Microsoft Windows, PlayStation 4, PlayStation 5, Xbox One et Xbox Series le 19 juillet 2024, et sera disponible pour les abonnés Xbox Game Pass au lancement. Les joueurs ayant précommandé le jeu recevront des objets de jeu supplémentaires et un artbook.
En juillet 2024, lors du Capcom Next Summer sur YouTube, il a été annoncé qu'une démo du jeu était sortie en collaboration aux côtés d'Okami jusqu'au 17 juillet, utilisant des costumes, des armes et de la musique du jeu.

## Accueil

### Critiques
Kunitsu-Gami: Path of the Goddess reçoit des critiques "généralement favorables", avec une moyenne de 82 % calculée par l'agrégateur de critiques OpenCritic, quand l'agrégateur Metacritic lui donne un score de 79/100 sur PlayStation 5,.
Le journaliste Kelma, dans sa critique pour Gamekult, salue un très bon character design, un « savant mélange des genres de son gameplay » et la « capacité [du jeu] à se renouveler », malgré une « forme narrative légère » et « une difficulté en dents de scie ». Il respecte aussi l'expérimentation de l'éditeur Capcom, en décrivant l’œuvre d' « hybride captivant avec une pointe de stratégie, une super direction artistique et une boucle de gameplay qui tient la route ».

### Ventes
En novembre 2024, Capcom considère néanmoins que les ventes de Kunitsu-Gami : Path of the Goddess sont insatisfaisantes, ce qu'il explique par une promotion insuffisante tout comme un manque de buzz autour de la sortie du jeu.